# Большой Азясь
Большой Азясь — село в Ковылкинском районе Мордовии, центр Большеазясьского сельского поселения.

## История
Русское село Большой Азясь, названное по реке, возникло в глубокой древности и в XVII—XVIII вв. принадлежало известной семье Украинцевых.
В селе имелось три православных храма: деревянная Спасо-Преображенская церковь (построена в 1693), деревянный храм Успенский (построен в 1773) — оба храма построены при владельце села думном дьяке Е. И. Украинцеве, а также деревянная Троицкая церковь (1800, перестроен в 1862, снесена в 1929).
В «Списке населённых мест Пензенской губернии» 1869 года, указано, что Большой Азясь Краснослободского уезда — село владельческое из 168 дворов.
До революции село относилось к Краснослободскому уезду Пензенской губернии.
В 1904 году в селе был построен спроектированный пензенским архитектором А. Е. Эренбергом каменный храм, с 1989 года — храм великомученика Димитрия Солунского.
По данным на 1913 год, Большой Азясь — центр волости, где проживал 1591 чел., были кузницы, пивные, чайные, 2 храма (1773, 1800).
В 1919 году в селе произошло Большеазясьское восстание, носившее религиозно-монархический характер.
В 1929 году у селе был создан колхоз им. В. И. Ленина.
До конца 20 в. Большой Азясь был центральной усадьбой колхоза «Мир», который в 1997 году был преобразован в СХПК (зерново-животноводческое хозяйство).

## Население
| 2002 | 2010 |
| ---- | ---- |
| 260  | ↘237 |

Национальный состав
Согласно результатам переписи 2002 года, в национальной структуре населения русские составляли 62 %

## Современное село
В современном селе имеются средняя школа, 2 магазина, медпункт, отделение связи; церковь великомученика Дмитрия Солунского. Проведён газ.